# Wybory parlamentarne w Polsce w 2001 roku
Wybory parlamentarne w Polsce w 2001 roku – wybory do Sejmu i Senatu odbyły się 23 września. Zastosowano nowo uchwaloną ordynację wyborczą do Sejmu Rzeczypospolitej Polskiej i do Senatu Rzeczypospolitej Polskiej. O mandaty ubiegało się 15 komitetów wyborczych. Wybory te zakończyły się zwycięstwem koalicji SLD-UP. W wyniku wyborów do Sejmu weszło 6 komitetów, które przekroczyły odpowiedni próg oraz posłowie Mniejszości Niemieckiej. Po wyborach koalicja SLD-UP zawarła koalicję z Polskim Stronnictwem Ludowym. Premierem został przewodniczący Sojusz Lewicy Demokratycznej, Leszek Miller. Stanowiska wicepremierów objęli początkowo Marek Belka (SLD, został ministrem finansów) Marek Pol (przewodniczący Unii Pracy, został ministrem infrastruktury) i Jarosław Kalinowski (prezes PSL, został ministrem rolnictwa i rozwoju wsi).

## Sytuacja na scenie politycznej przed wyborami
Do ogłoszenia wyborów doszło podczas trwających od 1997 rządów AWS (w momencie urzędowania rządu Jerzego Buzka). Wybory odbyły się w następnym roku po rozpadzie koalicji AWS-UW i wyborach prezydenckich, które wygrał w pierwszej turze wywodzący się z SLD urzędujący prezydent RP Aleksander Kwaśniewski z wynikiem 53,9% głosów. Komitety ogólnopolskie zarejestrowały tworzące w latach 1997–2000 koalicję rządzącą AWS (jako AWSP) i UW oraz opozycyjne SLD (który powołał koalicję wyborczą m.in. z UP) i PSL, a także powstałe w 2001 parlamentarne PO, PiS i ARS (formacje wywodzące się z AWS i UW) oraz pozaparlamentarna LPR.

## System wyborczy
12 kwietnia 2001 Sejm głosami posłów AWS, Unii Wolności oraz PSL uchwalił nową ordynację wyborczą. Zmianie uległa metoda liczenia głosów w wyborach do Sejmu – z metody d’Hondta na zmodyfikowaną metodę Sainte-Laguë. Nowa ordynacja znosiła listę ogólnopolską. Najmniejszy okręg wyborczy miał 7 mandatów (Chrzanów), a największy 19 (Warszawa). Wszystkich 460 posłów wybierano w okręgach wyborczych. W wyborach do Senatu wybierano od 2 do 4 senatorów. Wprowadzono znaczące ograniczenia w systemie pozyskiwania i wydatkowania środków na kampanię wyborczą. Zakazane zostały cegiełki i zbiórki. W ich miejsce wprowadzono subwencję z budżetu państwa wypłacaną w kwartalnych ratach dla partii – które uzyskały powyżej 3% ważnie oddanych głosów, oraz powyżej 6% dla koalicji. Przeciwko systemowi subwencji nieskutecznie protestowała Platforma Obywatelska, która nie wyrażała woli zarejestrowania się jako partia polityczna, co oznaczało rezygnację z subwencji. Prezydent Aleksander Kwaśniewski krytycznie odniósł się do propozycji przeliczania głosów na mandaty oraz do faktu, że ordynacja została uchwalona pół roku przed wyborami. W przeciwieństwie do metody d’Hondta, nowa ordynacja w mniejszym stopniu premiowała wysokie wyniki dla pojedynczych komitetów – przy poparciu rzędu 43% powodowało to zmniejszenie ostatecznego wyniku, nawet o 35 mandatów.
Po uchwaleniu nowej ordynacji mandaty dzielono w okręgach wyborczych w systemie proporcjonalnym, zmodyfikowaną metodą Sainte-Laguë pomiędzy listy tych komitetów wyborczych, które uzyskały co najmniej 5% głosów w skali kraju, a w przypadku koalicyjnych komitetów wyborczych (KKW) – 8% głosów. Z progu tego zwolnione były listy komitetów mniejszości narodowych.
Wybory do Senatu odbyły się według systemu większościowego. W okręgach wybierano 2–4 senatorów, którzy uzyskali największą liczbę głosów. W wyborach do senatu koalicja SLD-UP zdobyła 75 mandatów. Drugie miejsce i 15 mandatów zdobył Blok Senat 2001 (skupiający przedstawicieli AWSP, PiS, PO i UW). Do Senatu dostało się również 4 przedstawicieli PSL oraz po 2 Samoobrony RP i Ligi Polskich Rodzin. Natomiast 2 mandaty przypadły senatorom niezależnym.

## Kampania wyborcza i sondaże
SLD-UP. Sondaże przeprowadzone na miesiąc przed wyborami dawały lewicowej koalicji SLD-UP (w której skład poza dwiema głównymi partiami wchodziły także PLD, KPEiR i SD) poparcie rzędu 45–50%. Od stycznia do sierpnia poparcie dla koalicji wahało się od 43 do 54%. Kampania lewicowej koalicji przebiegała pod hasłem „Przywróćmy normalność, wygrajmy przyszłość”. Oficjalny początek kampanii koalicji miał miejsce 9 lipca na Torwarze. Do 18 lipca miały miejsce inauguracje okręgowe. W kampanii SLD-UP wystąpił m.in. zespół Ich Troje. Postulatami kampanii były: zniesienie Senatu, redukcja liczby ministerstw, likwidacja kas chorych i powrót starej matury. Na trzy dni przed głosowaniem na konferencji prasowej kandydat na ministra finansów Marek Belka swoimi wypowiedziami na temat programu radykalnych oszczędności odebrał koalicji część głosów.
Unia Wolności. Hasłem wyborczym Unii Wolności była „Silna klasa średnia to silna Polska”, jednak żaden z sierpniowych sondaży nie dawał partii szans na przekroczenie 5%-owego progu wyborczego. W trakcie kampanii partia promowała program skierowany do absolwentów oraz dwie stawki podatkowe.
AWSP. Hasłami kampanii AWSP brzmiało „Inni dużo mówią… My zmieniamy Polskę”. Kampania wyborcza Akcji Wyborczej Solidarność Prawicy miała bardzo pasywny charakter. Podczas inauguracji kampanii wyborczej Jerzy Buzek przedstawił osiągnięcia rządu: m.in. wstąpienie do NATO, postępy w integracji z Unią Europejską, decentralizację kraju czy ratyfikację konkordatu. Podkreślano potrzebę kontynuacji przez AWSP tradycji „Solidarności”. AWSP zrezygnowała z billboardów, tłumacząc się potrzebą dostosowania do skromnych warunków życia Polaków. Dodatkowo z powodu uporu ZChN, AWSP została zarejestrowana jako koalicja wyborcza (poza ZChN w jej skład wchodziły także RS AWS, PPChD i KPN). W sondażach koalicja cieszyła się poparciem poniżej 8%-owego progu wyborczego dla koalicji.
Platforma Obywatelska. Główne hasła kampanii brzmiały: „Normalni ludzie, normalna Polska”, „Szansa dla Polski”, „Żeby mieć, trzeba chcieć”. Pojawiły się także billboardy z wizerunkami „trzech tenorów” oraz foremki w kształcie loga formacji. W programie politycznym popierano integrację z Unią Europejską, a w sferze gospodarczej podatek liniowy (z zachowaniem zwolnienia dla osób najmniej zarabiających) oraz „zmianę kodeksu pracy, aby ułatwić zatrudnienie nowych pracowników”. W sferze politycznej PO opowiadała się za likwidacją listy krajowej oraz wprowadzeniem ordynacji większościowej do Sejmu. Zwracano również uwagę na potrzebę reformowania i unowocześnienia obszarów wiejskich. Przedwyborcze sondaże dawały ugrupowaniu poparcie 14% i wskazywały na zdobycie przez PO drugiego miejsca. Z list PO startowali m.in. działacze SKL i UPR. W prawyborach w Nysie i Bystrzycy Kłodzkiej PO uzyskała odpowiednio 17 i 6%.
Prawo i Sprawiedliwość. Kampania do parlamentu prowadzona była w oparciu o osobę ministra sprawiedliwości w rządzie Jerzego Buzka Lecha Kaczyńskiego. Lider ugrupowania przedstawił program zawierający oczyszczenie elit, jawność majątkową polityków, powołanie urzędu antykorupcyjnego oraz przywrócenie kary śmierci. W sferze gospodarczej lider partii zapowiedział odbiurokratyzowanie gospodarki oraz ograniczenie samodzielności Narodowego Banku Polskiego i Rady Polityki Pieniężnej, ochronę rynku przed nieuczciwą konkurencją z zagranicy, a także podniesienie kwoty wolnej od podatku. W kampanii billboardowej i telewizyjnej liderzy ugrupowania bracia Kaczyńscy opowiadali o swoich celach. Partia przedstawiła również czarno-biały spot krytykujący niesprawne sądy i trudną rzeczywistość.
Liga Polskich Rodzin. Kampania wyborcza Ligi Polskich Rodzin skierowana była do wyborców nastawionych eurosceptycznie. Partia wzywała do walki z ekspansją kapitału zagranicznego. W ostatniej fazie kampanii po zamachach na Nowy Jork i Waszyngton nastąpił wzrost poparcia dla partii jako głoszącej konieczność dystansowania się od państw zachodu. Z list LPR startowało szereg ugrupowań o charakterze narodowym.
Samoobrona RP. Kampania wyborcza Samoobrony przebiegała pod hasłami „SLD, PSL, UW, PO, AWS – oni już byli” oraz „Wybierz Samoobronę zamiast samozagłady”. Hasła były wsparte odnowionym eleganckim wizerunkiem przewodniczącego partii. Na wzrost poparcia partii w ostatniej fazie kampanii wpłynęły zamachy na Nowy Jork i Waszyngton, ponieważ partia głosiła program dystansowania się od państw Zachodu. Na skutek wypowiedzi Marka Belki z SLD, Samoobrona przejęła również część wyborców tego ugrupowania na krótko przed wyborami.
Polskie Stronnictwo Ludowe. Kampania wyborcza PSL przebiegała w tonie pikniku, w przeciwieństwie do utrzymywanej w smutnym tonie agresywnej kampanii Samoobrony. Hasło wyborcze brzmiało „Blisko ludzkich spraw”. Wypowiedzi polityków były stonowane, choć krytyczne wobec rządu Jerzego Buzka. Początek kampanii PSL nastąpił 6 sierpnia w Teatrze Polskim. W porównaniu do poprzednich kampanii partia zrezygnowała z muzyki disco polo na rzecz pozowania w towarzystwie biznesmenów i młodzieży, a pikniki przypominały przedstawicieli klasy średniej.

## Komitety wyborcze do Sejmu i Senatu
|  | Nr listy | Komitet wyborczy                               | Lider | Lider               | Hasła wyborcze                                                                | Kandydaci na posłów | Kandydaci na senatorów |
|  | -------- | ---------------------------------------------- | ----- | ------------------- | ----------------------------------------------------------------------------- | ------------------- | ---------------------- |
|  | 1        | KKW Sojusz Lewicy Demokratycznej – Unia Pracy* |       | Leszek Miller       | Przywróćmy normalność, wygrajmy przyszłość                                    | 908                 | 99                     |
|  | 2        | KKW Akcja Wyborcza Solidarność Prawicy*        |       | Andrzej Wiszniewski | Prawość, porządek, praca; Prawa Polska                                        | 727                 | 0                      |
|  | 3        | Unia Wolności                                  |       | Bronisław Geremek   | Silna klasa średnia to silna Polska                                           | 800                 | 0                      |
|  | 4        | Samoobrona Rzeczpospolitej Polskiej*           |       | Andrzej Lepper      | Wybierz Samoobronę, zamiast samozagłady; Oni już byli; Czas odblokować Polskę | 664                 | 21                     |
|  | 5        | Prawo i Sprawiedliwość*                        |       | Lech Kaczyński      | Prawo i Sprawiedliwość                                                        | 752                 | 0                      |
|  | 6        | Polskie Stronnictwo Ludowe*                    |       | Jarosław Kalinowski | Blisko ludzkich spraw                                                         | 884                 | 74                     |
|  | 7        | KWW Platforma Obywatelska*                     |       | Maciej Płażyński    | Szansa dla Polski; Żeby mieć, trzeba chcieć; Normalni ludzie, normalna Polska | 766                 | 0                      |
|  | 8        | Alternatywa Ruch Społeczny*                    | brak  | brak                |                                                                               | 852                 | 11                     |
|  | 10       | Liga Polskich Rodzin*                          |       | Marek Kotlinowski   | Aby Polska Polską była                                                        | 719                 | 14                     |

- SLD-UP – Sojusz Lewicy Demokratycznej, Unia Pracy, Partia Ludowo-Demokratyczna, Stronnictwo Demokratyczne, Krajowa Partia Emerytów i Rencistów
- AWSP – Ruch Społeczny Akcja Wyborcza Solidarność, Porozumienie Polskich Chrześcijańskich Demokratów, Zjednoczenie Chrześcijańsko-Narodowe, Konfederacja Polski Niepodległej, po 2 członków: Chrześcijańska Demokracja III Rzeczypospolitej Polskiej, Ruch Odbudowy Polski, po 1 członku: Mikołajczykowskie PSL „Niepodległość”, Stronnictwo Pracy
- Samoobrona RP – Forum Emerytów i Rencistów, Związek Weteranów Wojny, po 1 członku: Polskie Stronnictwo Ludowe, Sojusz Lewicy Demokratycznej
- PiS – Przymierze Prawicy, Stronnictwo Pracy, Porozumienie Centrum, Ruch Odbudowy Polski (częściowo), Ruch Społeczny Akcja Wyborcza Solidarność (w niewielkiej części), Stronnictwo Konserwatywno-Ludowe (2 członków), po 1 członku: Unia Polityki Realnej, Porozumienie Polskich Chrześcijańskich Demokratów, Zjednoczenie Chrześcijańsko-Narodowe
- PSL – Blok dla Polski, Stronnictwo Polska Racja Stanu, Zieloni Rzeczypospolitej Polskiej, Stronnictwo Narodowe (w niewielkiej części), Polska Partia Inżynierów i Techników, po 1 członku: Chrześcijańska Demokracja III Rzeczypospolitej Polskiej, Polskie Stronnictwo Kresowe
- PO – Stronnictwo Konserwatywno-Ludowe, Unia Polityki Realnej, Unia Wolności (w niewielkiej części), Chrześcijańska Demokracja III Rzeczypospolitej Polskiej (połowa), Porozumienie Polskich Chrześcijańskich Demokratów (2 członków), po 1 członku: Zjednoczenie Chrześcijańsko-Narodowe, Ruch Społeczny Akcja Wyborcza Solidarność, Republikanie Rzeczypospolitej Polskiej, Forum Samorządowe
- ARS – Alternatywa Ruch Społeczny, Konfederacja Polski Niepodległej – Ojczyzna, Polska Partia Ekologiczna – Zielonych, Biedota Polska, Krajowe Porozumienie Emerytów i Rencistów Rzeczypospolitej Polskiej, Narodowe Odrodzenie Polski, Polskie Stronnictwo Ludowe Mikołajczykowskie, Front Polski, Stronnictwo Narodowe (w niewielkiej części), po 2 członków: Chrześcijańska Demokracja III Rzeczypospolitej Polskiej, Zjednoczenie Chrześcijańsko-Narodowe, Liga Polska – Organizacja Narodu Polskiego, po 1 członku: Stronnictwo Polska Racja Stanu, Liga Polskich Rodzin
- LPR – Stronnictwo Narodowe, Ruch Odbudowy Polski, Ruch Katolicko-Narodowy, Porozumienie Polskie, Przymierze Ludowo-Narodowe, Liga Polskich Rodzin, Przymierze dla Polski, Liga Polska – Organizacja Narodu Polskiego, Zjednoczenie Chrześcijańsko-Narodowe (w niewielkiej części), po 2 członków: Porozumienie Polskich Chrześcijańskich Demokratów, Ruch Społeczny Akcja Wyborcza Solidarność, po 1 członku: Konfederacja Polski Niepodległej, Stronnictwo Pracy, Partia Kupiecka

|  | Nr listy | Komitet wyborczy                         | Lider | Lider              | Hasła wyborcze | Liczba okręgów | Kandydaci na posłów | Kandydaci na senatorów |
|  | -------- | ---------------------------------------- | ----- | ------------------ | -------------- | -------------- | ------------------- | ---------------------- |
|  | 9        | Polska Wspólnota Narodowa*               |       | Bolesław Tejkowski |                | 6              | 75                  | 0                      |
|  | 11       | KWW Mniejszość Niemiecka**               |       | Henryk Kroll       |                | 2              | 36                  | 3                      |
|  | 13       | Polska Unia Gospodarcza                  |       | Wojciech Kornowski |                | 10             | 117                 | 9                      |
|  | 14       | Polska Partia Socjalistyczna*            |       | Piotr Ikonowicz    |                | 16             | 205                 | 9                      |
|  | 15       | KWW Niemiecka Mniejszość Górnego Śląska* |       | Dietmar Brehmer    |                | 1              | 15                  | 0                      |

- PWN – Polska Partia Robotniczo-Chłopska
- PPS – Krajowe Forum Lewicy
- MNGŚ – Ruch Społeczny Akcja Wyborcza Solidarność (1 członek)

## Listy wyborcze w poszczególnych okręgach oraz ich liderzy
Poniższe zestawienie zostało opracowane na podstawie danych z serwisu informacyjnego PKW
| Okręg | SLD–UP                       | AWSP                  | UW                       | Samoobrona              | PiS                     | PSL                     | PO                    | ARS                        | PWN                  | LPR                      | MN            | PUG                  | PPS                 |
| ----- | ---------------------------- | --------------------- | ------------------------ | ----------------------- | ----------------------- | ----------------------- | --------------------- | -------------------------- | -------------------- | ------------------------ | ------------- | -------------------- | ------------------- |
| Okręg |                              |                       |                          |                         |                         |                         |                       |                            |                      |                          |               |                      |                     |
| 1     | Jerzy Szmajdziński           | Krzysztof Bałazy      | Marcin Zawiła            | Ryszard Bonda           | Adam Lipiński           | Tadeusz Samborski       | Tadeusz Maćkała       | Bronisław Trzeciak         | –                    | Halina Szustak           | –             | –                    | –                   |
| 2     | Marek Dyduch                 | Ryszard Wawryniewicz  | Jan Lityński             | Franciszek Franczak     | Wojciech Lica           | Ryszard Niebieszczański | Zbigniew Chlebowski   | Adam Ziemiński             | –                    | Grzegorz Górniak         | –             | –                    | –                   |
| 3     | Jan Chaładaj                 | Jan Chmielewski       | Władysław Frasyniuk      | Piotr Kozłowski         | Kazimierz Ujazdowski    | Janusz Dobrosz          | Bogdan Zdrojewski     | Sebastian Wierzbicki       | –                    | Antoni Stryjewski        | –             | –                    | –                   |
| 4     | Anna Bańkowska               | Antoni Tokarczuk      | Andrzej Maciejewski      | Wojciech Mojzesowicz    | Tomasz Markowski        | Eugeniusz Kłopotek      | Teresa Piotrowska     | Adam Sengebusch            | –                    | Witold Hatka             | –             | Roman Piotrowski     | –                   |
| 5     | Jerzy Wenderlich             | Jacek Kurski          | Jan Wyrowiński           | Leszek Sułek            | Romuald Gronkiewicz     | Zbigniew Sosnowski      | Sławomir Rybicki      | Sławomir Urtnowski         | –                    | Anna Sobecka             | –             | Tomasz Kaczmarek     | Teresa Piaskowska   |
| 6     | Izabella Sierakowska         | Jacek Szczot          | Paweł Bryłowski          | Józef Żywiec            | Elżbieta Kruk           | Zdzisław Podkański      | Zyta Gilowska         | Jerzy Kukuryk              | –                    | Robert Luśnia            | –             | –                    | Piotr Jastrzębski   |
| 7     | Lech Nikolski                | Zdzisław Denysiuk     | Henryk Wujec             | Jerzy Michalski         | Włodzimierz Dzięga      | Franciszek Stefaniuk    | Stanisław Żmijan      | Jan Onisk                  | –                    | Henryk Lewczuk           | –             | –                    | –                   |
| 8     | Andrzej Brachmański          | Maciej Jankowski      | Jerzy Wierchowicz        | Henryk Ostrowski        | Kazimierz Marcinkiewicz | Jan Andrykiewicz        | Dariusz Bachalski     | Mieczysław Zarzycki        | –                    | Stanisław Gudzowski      | –             | Marek Ozimkiewicz    | Henryk Kasiński     |
| 9     | Leszek Miller                | Jerzy Kropiwnicki     | Andrzej Jędrzejczak      | Krzysztof Rutkowski     | Elżbieta Więcławska     | Henryk Siemiński        | Mirosław Drzewiecki   | Piotr Kluszczyński         | Włodzimierz Nowański | Piotr Korwin-Kochanowski | –             | –                    | Urszula Bogdańska   |
| 10    | Zbigniew Sobotka             | Jacek Tworkowski      | Ryszard Grudziński       | Stanisław Łyżwiński     | Witold Nieduszyński     | Janusz Wojciechowski    | Elżbieta Radziszewska | Gabriel Kraus              | Jerzy Surowiecki     | Tadeusz Kędziak          | –             | –                    | Mariola Mirowska    |
| 11    | Andrzej Pęczak               | Krzysztof Kwiatkowski | Tarcyzjusz Matusiak      | Renata Rochnowska       | Piotr Krzywicki         | Wojciech Zarzycki       | Cezary Grabarczyk     | Zbigniew Śniadecki         | –                    | Krystyna Grabicka        | –             | –                    | Halina Kubiak       |
| 12    | Janusz Lisak                 | Grzegorz Gołdynia     | Tadeusz Syryjczyk        | Tadeusz Łobodziński     | Adam Bielan             | Leszek Zieliński        | Paweł Graś            | Krzysztof Kozik            | –                    | Leszek Murzyn            | –             | –                    | –                   |
| 13    | Kazimierz Chrzanowski        | Kazimierz Barczyk     | Tadeusz Mazowiecki       | Kazimierz Wójcik        | Zbigniew Ziobro         | Bogdan Pęk              | Bogdan Klich          | Kazimierz Wilk             | –                    | Marek Kotlinowski        | –             | –                    | –                   |
| 14    | Kazimierz Sas                | Andrzej Szkaradek     | Janusz Majcher           | Tadeusz Szukała         | Ryszard Nowak           | Mieczysław Kiełbasa     | Andrzej Czerwiński    | Grzegorz Pazdan            | –                    | Zofia Krasicka-Domka     | –             | –                    | –                   |
| 15    | Krzysztof Janik              | Zbigniew Zarębski     | Gwidon Wójcik            | Marian Curyło           | Barbara Marianowska     | Wiesław Woda            | Aleksander Grad       | Krzysztof Kasperek         | –                    | Mariusz Grabowski        | –             | –                    | –                   |
| 16    | Andrzej Piłat                | Mirosław Koźlakiewicz | Dariusz Krajowski-Kukiel | Jerzy Pękała            | Wojciech Jasiński       | Waldemar Pawlak         | Łukasz Abgarowicz     | Grzegorz Kaczmarzyk        | –                    | Paweł Połanecki          | –             | –                    | Dariusz Murawski    |
| 17    | Tomasz Nałęcz                | Jan Rejczak           | Borysław Szlanta         | Wanda Łyżwińska         | Marek Suski             | Zbigniew Kuźmiuk        | Ewa Kopacz            | Jan Gut                    | –                    | Jan Łopuszański          | –             | Sylwester Rafalak    | –                   |
| 18    | Józef Oleksy                 | Krzysztof Tchórzewski | Zbigniew Janas           | Krzysztof Filipek       | Marian Piłka            | Jarosław Kalinowski     | Zbigniew Chrzanowski  | Tadeusz Bartold            | –                    | Gabriel Janowski         | –             | –                    | Andrzej Olejniczak  |
| 19    | Marek Borowski               | Andrzej Smirnow       | Bronisław Geremek        | Krzysztof Sikora        | Jarosław Kaczyński      | Ryszard Bugaj           | Paweł Piskorski       | Michał Janiszewski         | Bolesław Tejkowski   | Antoni Macierewicz       | –             | –                    | Piotr Ikonowicz     |
| 20    | Andrzej Celiński             | Krzysztof Kawęcki     | Ryszard Petru            | Zbigniew Witaszek       | Ludwik Dorn             | Janusz Piechociński     | Krzysztof Oksiuta     | Henryk Goryszewski         | Andrzej Olszanka     | Roman Giertych           | –             | –                    | –                   |
| 21    | Jerzy Szteliga               | Franciszek Szelwicki  | Kazimierz Szczygielski   | Zenon Tyma              | Andrzej Diakonow        | Zbigniew Figas          | Leszek Korzeniowski   | Małgorzata Vincenz-Popenda | Józef Korol          | Jerzy Czerwiński         | Henryk Kroll  | –                    | –                   |
| 22    | Witold Firak                 | Stanisław Zając       | Janusz Onyszkiewicz      | Alicja Lis              | Marek Kuchciński        | Adam Woś                | Elżbieta Łukacijewska | Mieczysław Skowroński      | –                    | Ryszard Kędra            | –             | –                    | –                   |
| 23    | Wiesław Ciesielski           | Marian Krzaklewski    | Tadeusz Gardziel         | Maria Zbyrowska         | Marek Jurek             | Jan Bury                | Jan Tomaka            | Dorota Saja                | –                    | Zygmunt Wrzodak          | –             | –                    | –                   |
| 24    | Włodzimierz Cimoszewicz      | Marian Blecharczyk    | Artur Smółko             | Genowefa Wiśniowska     | Jarosław Zieliński      | Henryk Bogdan           | Marek Zagórski        | Waldemar Polczyński        | –                    | Piotr Krutul             | –             | Ryszard Iwaszkiewicz | Zenobiusz Golonko   |
| 25    | Jolanta Banach               | Jacek Rybicki         | Bogdan Borusewicz        | Danuta Hojarska         | Lech Kaczyński          | Krzysztof Trawicki      | Maciej Płażyński      | Stanisław Pobłocki         | –                    | Wiesław Kozłowski        | –             | –                    | –                   |
| 26    | Izabela Jaruga-Nowacka       | Kazimierz Janiak      | Jan Król                 | Lech Zielonka           | Wiesław Walendziak      | Sławomir Szatkowski     | Donald Tusk           | Marek Toczek               | –                    | Robert Strąk             | –             | –                    | –                   |
| 27    | Kazimierz Zarzycki           | Stanisław Szwed       | Janusz Okrzesik          | Piotr Smolana           | Mirosław Styczeń        | Jan Wysogląd            | Tomasz Tomczykiewicz  | Anna Parka                 | –                    | Stanisław Zadora         | –             | –                    | –                   |
| 28    | Ewa Janik                    | Ryszard Iwan          | Jerzy Zając              | Andrzej Grzesik         | Szymon Giżyński         | Władysław Serafin       | Edward Maniura        | Tomasz Wieczorek           | –                    | Barbara Czekaj           | –             | –                    | Józef Zatoński      |
| 29    | Wacław Martyniuk             | Janusz Steinhoff      | Andrzej Potocki          | Stanisław Dulias        | Wojciech Szarama        | Adam Wędrychowicz       | Andrzej Gałażewski    | Bogusław Ziętek            | –                    | Marek Rawecki            | –             | –                    | Łukasz Kałdonek     |
| 30    | Tomasz Mamiński              | Wojciech Frank        | Ryszard Ostrowski        | Józef Stasiewski        | Paweł Bromski           | Jan Szmydki             | Piotr Zienc           | Janina Kraus               | –                    | Grzegorz Mosoń           | Lidia Burdzik | Michał Kurpas        | –                   |
| 31    | Barbara Blida                | Jerzy Buzek           | Tadeusz Zieliński        | Włodzimierz Czechowski  | Jerzy Polaczek          | Marian Dziurowicz       | Piotr Mateja          | Daniel Podrzycki           | –                    | –                        | –             | –                    | –                   |
| 32    | Andrzej Szarawarski          | Czesław Sobiesiek     | Barbara Imiołczyk        | Michał Figlus           | Jędrzej Jędrych         | Jacek Soska             | Grzegorz Dolniak      | Tomasz Karwowski           | –                    | Waldemar Sikora          | –             | –                    | Urszula Woroniecka  |
| 33    | Henryk Długosz               | Waldemar Bartosz      | Andrzej Kruzel           | Józef Cepil             | Przemysław Gosiewski    | Józef Szczepańczyk      | Krzysztof Grzegorek   | Mariusz Olszewski          | –                    | Wojciech Wierzejski      | –             | –                    | Robert Łukasiewicz  |
| 34    | Witold Gintowt-Dziewałtowski | Krzysztof Napieralski | Tadeusz Naguszewski      | Adam Ołdakowski         | Leonard Krasulski       | Stanisław Żelichowski   | Stanisław Gorczyca    | Andrzej Wąsicki            | –                    | Wacław Płotka            | –             | –                    | –                   |
| 35    | Tadeusz Iwiński              | Grażyna Langowska     | Mirosław Czech           | Mieczysław Aszkiełowicz | Aleksander Szczygło     | Irena Petryna           | Marek Żyliński        | Piotr Niczyperowicz        | –                    | Halina Nowina Konopka    | –             | –                    | Włodzimierz Lewicki |
| 36    | Marek Wagner                 | Mirosław Kruszyński   | Jerzy Koralewski         | Józef Skutecki          | Tadeusz Dziuba          | Józef Gruszka           | Andrzej Wojtyła       | Ludwik Wagner              | –                    | Witold Tomczak           | –             | Marzena Adamska      | –                   |
| 37    | Marek Pol                    | Antoni Tyczka         | Jerzy Stępień            | Alfred Budner           | Andrzej Owsiński        | Jan Kopczyk             | Ireneusz Niewiarowski | Jan Buda                   | Jerzy Zouner         | Jerzy Wojtaszek          | –             | Małgorzata Zaręba    | –                   |
| 38    | Andrzej Gawłowski            | Urszula Wachowska     | Jerzy Podmokły           | Renata Beger            | Jan Szyszko             | Stanisław Kalemba       | Adam Szejnfeld        | Bogdan Pawłowski           | –                    | Józef Skowyra            | –             | –                    | –                   |
| 39    | Krystyna Łybacka             | Paweł Łączkowski      | Marek Zieliński          | Tadeusz Dębicki         | Marcin Libicki          | Wojciech Jankowiak      | Waldy Dzikowski       | Mieczysław Nowak           | –                    | Maciej Giertych          | –             | Wojciech Kornowski   | –                   |
| 40    | Ryszard Ulicki               | Bogdan Krawczyk       | Władysław Husejko        | Andrzej Lepper          | Waldemar Flügel         | Leszek Dydyna           | Małgorzata Rohde      | Aleksander Białkowski      | –                    | Franciszka Pniewska      | –             | –                    | Wiesław Jankowski   |
| 41    | Jacek Piechota               | Longin Komołowski     | Grzegorz Jankowski       | Wacław Klukowski        | Jacek Sauk              | Andrzej Durka           | Mariusz Gerula        | Edward Ślęzak              | –                    | Sylwester Chruszcz       | –             | –                    | –                   |

| Okręg wyborczy | Nazwa Komitetu | Nazwa Komitetu                          | Numer 1 na liście |
| -------------- | -------------- | --------------------------------------- | ----------------- |
| 29 Gliwice     |                | KWW Niemiecka Mniejszość Górnego Śląska | Dietmar Brehmer   |

## Wyniki
Wyniki wyborów potwierdziły wcześniejsze prognozy sondaży. Zwycięzcą wyborów została koalicja SLD-UP, zdobywając 5,3 mln głosów (41,04%) i zwyciężając w każdym z nowo utworzonych 41 okręgów wyborczych. Jednak na skutek nowej ordynacji wyborczej wynik przełożył się na 216 mandatów poselskich i był zbyt mały, by samodzielnie rządzić. Największym zaskoczeniem wyborów był trzeci wynik Samoobrony, która zdobyła 1,3 mln głosów, co przełożyło się na 53 mandaty poselskie. Pozostałymi komitetami mającymi reprezentację w Sejmie zostały Prawo i Sprawiedliwość (9,5% – 44 mandaty poselskie), Polskie Stronnictwo Ludowe (8,98% – 42 mandaty) i Liga Polskich Rodzin (7,87% – 38 mandatów poselskich). Ponadto 2 mandaty przypadły Mniejszości Niemieckiej. Poza Sejmem znalazły się oba komitety ugrupowań, które w minionej kadencji zasiadały w rządzie – AWSP (5,6% głosów) oraz Unia Wolności (3,1%). Zwycięska koalicja uzyskała największe poparcie w Polsce zachodniej i centralnej, natomiast najmniejsze w południowo-wschodniej, w którym największym poparciem cieszyły się LPR i PSL.

### Wyniki wyborów do Sejmu RP

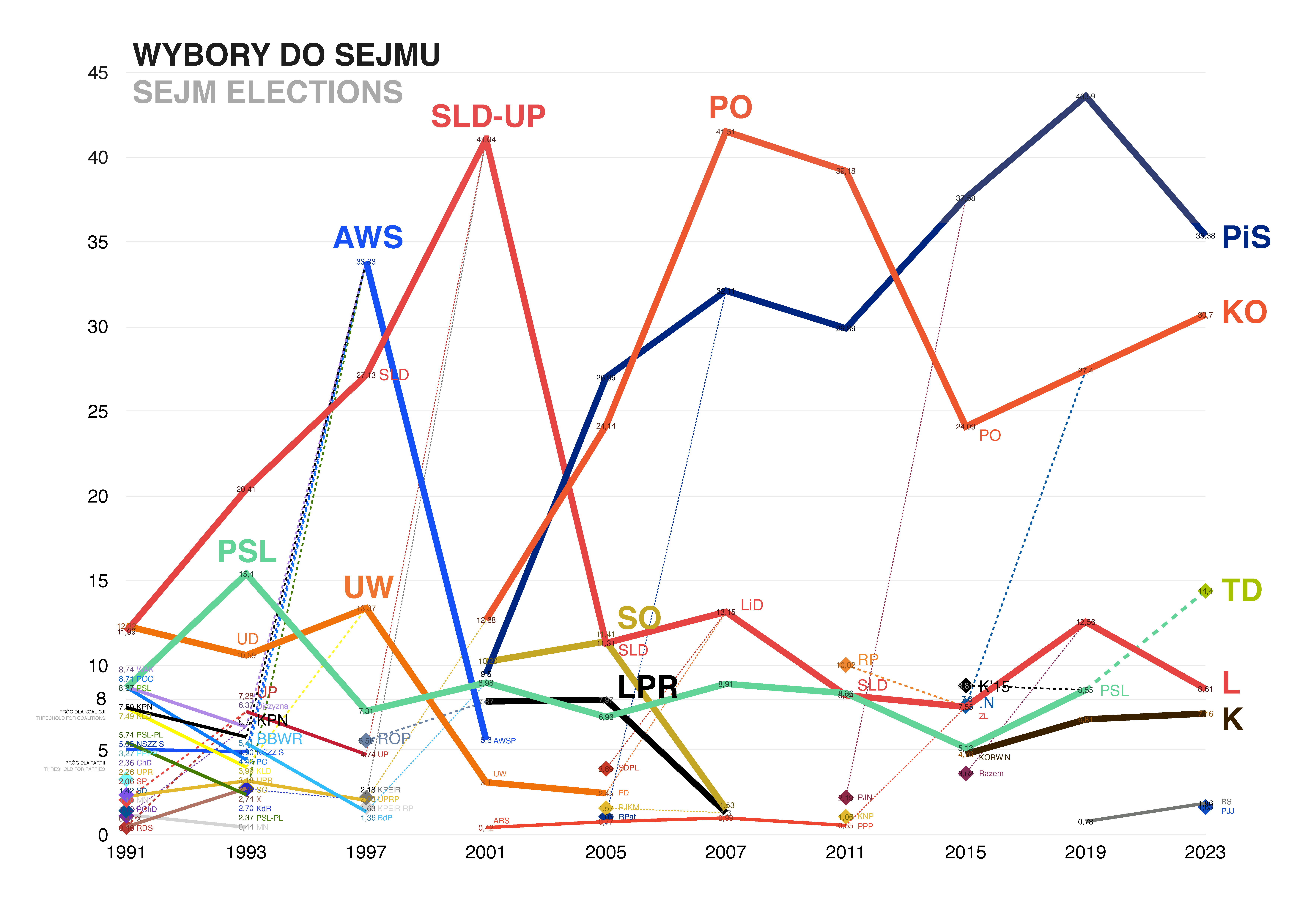
Wyniki wyborów do Sejmu 1991–2019

Zwycięzcy w poszczególnych okręgach w wyborach do Sejmu RP

| Komitet wyborczy | Komitet wyborczy                              | Głosy      | Głosy  | Głosy | Mandaty | Mandaty | Mandaty |
| Komitet wyborczy | Komitet wyborczy                              | Liczba     | %      | +/−   | Liczba  | +/−     | %       |
| ---------------- | --------------------------------------------- | ---------- | ------ | ----- | ------- | ------- | ------- |
|                  | KKW Sojusz Lewicy Demokratycznej – Unia Pracy | 5 342 519  | 41,04  | 9,17  | 216     | 52      | 47,00   |
|                  | KWW Platforma Obywatelska                     | 1 651 099  | 12,68  | –     | 65      | –       | 14,13   |
|                  | Samoobrona Rzeczpospolitej Polskiej           | 1 327 624  | 10,20  | 10,12 | 53      | 53      | 11,52   |
|                  | Prawo i Sprawiedliwość                        | 1 236 787  | 9,50   | –     | 44      | –       | 9,57    |
|                  | Polskie Stronnictwo Ludowe                    | 1 168 659  | 8,98   | 1,67  | 42      | 15      | 9,13    |
|                  | Liga Polskich Rodzin                          | 1 025 148  | 7,87   | –     | 38      | –       | 8,26    |
|                  | KWW Mniejszość Niemiecka                      | 47 230     | 0,36   | 0,03  | 2       |         | 0,43    |
|                  |                                               |            |        |       |         |         |         |
|                  | KKW Akcja Wyborcza Solidarność Prawicy        | 729 207    | 5,60   | 28,23 | –       | 201     | –       |
|                  | Unia Wolności                                 | 404 074    | 3,10   | 10,27 | –       | 60      | –       |
|                  | Alternatywa Ruch Społeczny                    | 54 266     | 0,42   | –     | –       | –       | –       |
|                  | Polska Partia Socjalistyczna                  | 13 459     | 0,10   | –     | –       | –       | –       |
|                  | KWW Niemiecka Mniejszość Górnego Śląska       | 8 024      | 0,06   | 0,07  | –       | –       | –       |
|                  | Polska Unia Gospodarcza                       | 7 189      | 0,06   | –     | –       | –       | –       |
|                  | Polska Wspólnota Narodowa                     | 2 644      | 0,02   | 0,05  | –       | –       | –       |
|                  |                                               |            |        |       |         |         |         |
| Ogółem           | Ogółem                                        | 13 017 929 | 100,00 | –     | 460     | –       | 100,00  |
| Głosy nieważne   | Głosy nieważne                                | 541 483    | 3,99   | 0,11  |         |         |         |
| Frekwencja       | Frekwencja                                    | 13 559 412 | 46,29  | 1,64  |         |         |         |

Liczba mandatów
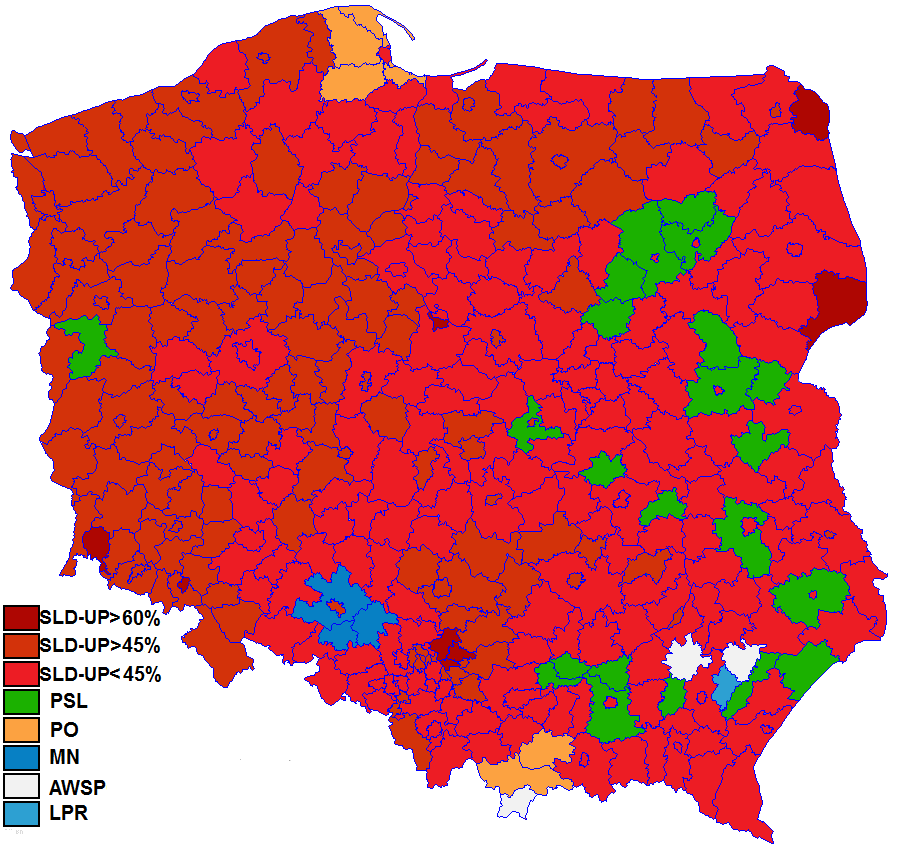
Zwycięskie komitety wyborcze w powiatach

Podział mandatów i rozkład procentowy poparcia w wyniku wyborów z uwzględnieniem podziału na późniejszą koalicję rządzącą w kolejności: ugrupowania rządowe, opozycja parlamentarna i pozaparlamentarna (komitety, które nie przekroczyły 1% poparcia w skali kraju potraktowano zbiorczo):
|        |     |    |               |     |     |  |
| ↓      |     |    |               |     |     |  |
| 216    | 42  | 65 | 53            | 44  | 38  |  |
| SLD–UP | PSL | PO | Samoobrona RP | PiS | LPR |  |

|        |     |    |               |     |     |      |    |  |
| ↓      |     |    |               |     |     |      |    |  |
| SLD–UP | PSL | PO | Samoobrona RP | PiS | LPR | AWSP | UW |  |

#### Wyniki głosowania w skali okręgów
Wszystkie dane wyrażono w procentach.
| Okręg  | Nazwa                |        |       |       |       |       |       |       |      |      |       |      | Frekwencja |
| Okręg  | Nazwa                | SLD-UP | PO    | SRP   | PiS   | PSL   | LPR   | AWSP  | UW   | ARS  | MN    | Inni | Frekwencja |
| ------ | -------------------- | ------ | ----- | ----- | ----- | ----- | ----- | ----- | ---- | ---- | ----- | ---- | ---------- |
| 1      | Legnica              | 53,69  | 10,50 | 9,42  | 7,03  | 5,81  | 5,89  | 4,07  | 3,19 | 0,40 | –     | –    | 43,50      |
| 2      | Wałbrzych            | 52,68  | 11,74 | 10,91 | 4,67  | 5,48  | 6,48  | 4,24  | 3,27 | 0,55 | –     | –    | 43,89      |
| 3      | Wrocław              | 39,15  | 17,83 | 9,51  | 10,26 | 4,74  | 7,86  | 5,21  | 5,00 | 0,45 | –     | –    | 46,92      |
| 4      | Bydgoszcz            | 50,37  | 8,97  | 9,57  | 7,38  | 7,85  | 8,16  | 4,97  | 2,27 | 0,27 | –     | 0,19 | 46,23      |
| 5      | Toruń                | 47,36  | 9,59  | 12,05 | 6,98  | 8,86  | 7,61  | 4,23  | 2,64 | 0,24 | –     | 0,43 | 42,68      |
| 6      | Lublin               | 34,27  | 8,48  | 13,31 | 9,42  | 17,27 | 9,91  | 4,50  | 2,18 | 0,39 | –     | 0,27 | 48,09      |
| 7      | Chełm                | 34,58  | 5,91  | 15,86 | 5,23  | 21,38 | 11,30 | 3,85  | 1,49 | 0,40 | –     | –    | 46,65      |
| 8      | Zielona Góra         | 51,54  | 9,81  | 9,60  | 5,66  | 7,49  | 5,44  | 5,99  | 3,36 | 0,38 | –     | 0,72 | 42,58      |
| 9      | Łódź                 | 52,19  | 12,10 | 6,69  | 9,88  | 2,35  | 7,34  | 5,70  | 3,22 | 0,23 | –     | 0,29 | 48,54      |
| 10     | Piotrków Trybunalski | 39,70  | 8,33  | 15,90 | 6,32  | 14,91 | 7,49  | 4,80  | 1,63 | 0,39 | –     | 0,54 | 44,73      |
| 11     | Sieradz              | 41,05  | 7,84  | 17,76 | 5,77  | 13,87 | 7,51  | 3,85  | 1,59 | 0,42 | –     | 0,33 | 46,17      |
| 12     | Chrzanów             | 35,24  | 14,09 | 8,38  | 9,87  | 9,30  | 11,54 | 8,16  | 2,84 | 0,57 | –     | –    | 48,27      |
| 13     | Kraków               | 33,67  | 18,15 | 6,89  | 16,03 | 5,11  | 9,66  | 4,39  | 5,84 | 0,25 | –     | –    | 50,50      |
| 14     | Nowy Sącz            | 23,32  | 19,13 | 7,98  | 11,68 | 10,86 | 11,44 | 12,80 | 2,04 | 0,75 | –     | –    | 47,95      |
| 15     | Tarnów               | 25,56  | 13,77 | 10,05 | 9,77  | 17,40 | 13,02 | 7,87  | 2,22 | 0,33 | –     | –    | 46,59      |
| 16     | Płock                | 41,21  | 7,70  | 13,04 | 7,48  | 17,04 | 5,67  | 5,27  | 1,98 | 0,40 | –     | 0,21 | 42,11      |
| 17     | Radom                | 34,38  | 10,64 | 13,54 | 8,00  | 18,10 | 7,71  | 5,47  | 1,59 | 0,48 | –     | 0,10 | 43,66      |
| 18     | Siedlce              | 30,06  | 7,60  | 14,19 | 8,42  | 22,95 | 9,67  | 4,94  | 1,60 | 0,44 | –     | 0,12 | 45,65      |
| 19     | Warszawa I           | 36,77  | 18,87 | 3,05  | 21,57 | 1,62  | 7,12  | 4,02  | 6,58 | 0,19 | –     | 0,21 | 56,11      |
| 20     | Warszawa II          | 30,76  | 16,05 | 8,26  | 18,12 | 8,95  | 9,38  | 4,90  | 3,15 | 0,35 | –     | 0,10 | 45,15      |
| 21     | Opole                | 38,84  | 11,97 | 11,01 | 5,33  | 5,08  | 6,62  | 3,66  | 3,09 | 0,41 | 13,62 | 0,37 | 39,83      |
| 22     | Krosno               | 31,62  | 7,02  | 12,27 | 8,79  | 15,90 | 11,89 | 10,29 | 1,75 | 0,48 | –     | –    | 47,28      |
| 23     | Rzeszów              | 31,19  | 8,86  | 10,14 | 8,41  | 13,78 | 15,78 | 9,90  | 1,36 | 0,58 | –     | –    | 49,14      |
| 24     | Białystok            | 37,91  | 8,42  | 12,04 | 11,51 | 10,96 | 11,79 | 4,89  | 1,87 | 0,21 | –     | 0,40 | 44,79      |
| 25     | Gdańsk               | 34,58  | 25,82 | 6,38  | 15,95 | 3,39  | 5,90  | 4,91  | 2,83 | 0,23 | –     | –    | 47,56      |
| 26     | Gdynia               | 36,46  | 24,92 | 9,21  | 9,30  | 4,96  | 7,87  | 4,27  | 2,69 | 0,32 | –     | –    | 47,32      |
| 27     | Bielsko-Biała        | 38,30  | 13,80 | 7,91  | 9,87  | 5,65  | 9,83  | 10,21 | 3,79 | 0,41 | –     | 0,24 | 51,06      |
| 28     | Częstochowa          | 47,03  | 11,70 | 10,61 | 7,89  | 7,14  | 5,48  | 6,99  | 2,37 | 0,42 | –     | 0,37 | 46,84      |
| 29     | Gliwice              | 44,39  | 13,62 | 6,09  | 9,81  | 3,01  | 5,48  | 8,44  | 5,33 | 0,54 | –     | 3,30 | 39,26      |
| 30     | Rybnik               | 40,16  | 18,04 | 7,10  | 9,61  | 4,15  | 5,97  | 7,55  | 4,23 | 0,82 | 2,09  | 0,26 | 42,88      |
| 31     | Katowice             | 44,60  | 16,43 | 5,55  | 12,44 | 2,01  | –     | 13,34 | 4,60 | 1,03 | –     | –    | 44,90      |
| 32     | Sosnowiec            | 62,40  | 8,45  | 6,84  | 6,66  | 3,86  | 3,97  | 4,23  | 2,71 | 0,60 | –     | 0,26 | 48,53      |
| 33     | Kielce               | 45,08  | 7,16  | 12,81 | 6,73  | 15,07 | 6,24  | 3,68  | 1,80 | 0,95 | –     | 0,46 | 44,17      |
| 34     | Elbląg               | 47,89  | 10,35 | 12,71 | 6,36  | 9,06  | 6,69  | 2,72  | 3,86 | 0,35 | –     | –    | 42,03      |
| 35     | Olsztyn              | 47,22  | 11,64 | 9,63  | 7,87  | 6,94  | 8,57  | 3,97  | 3,48 | 0,30 | –     | 0,37 | 40,16      |
| 36     | Kalisz               | 47,31  | 10,16 | 12,77 | 4,06  | 12,00 | 7,49  | 3,75  | 1,93 | 0,36 | –     | 0,18 | 49,99      |
| 37     | Konin                | 48,07  | 8,88  | 13,76 | 4,78  | 11,33 | 5,66  | 5,15  | 1,80 | 0,29 | –     | 0,27 | 47,82      |
| 38     | Piła                 | 48,34  | 10,47 | 11,74 | 4,62  | 10,55 | 6,64  | 4,55  | 2,68 | 0,43 | –     | –    | 49,12      |
| 39     | Poznań               | 41,99  | 20,29 | 5,08  | 12,81 | 2,98  | 7,22  | 4,26  | 4,97 | 0,19 | –     | 0,20 | 52,27      |
| 40     | Koszalin             | 47,16  | 10,15 | 22,77 | 3,73  | 4,11  | 4,45  | 4,06  | 3,01 | 0,28 | –     | 0,28 | 43,75      |
| 41     | Szczecin             | 50,58  | 12,56 | 10,24 | 8,28  | 3,75  | 5,77  | 4,24  | 4,26 | 0,32 | –     | –    | 43,40      |
| Polska | Polska               | 41,04  | 12,68 | 10,20 | 9,50  | 8,98  | 7,87  | 5,60  | 3,10 | 0,42 | 0,36  | 0,24 | 46,29      |

#### Podział mandatów w skali okręgów
| Okręg  | Nazwa                |        |    |     |     |     |     |    | Łącznie |
| Okręg  | Nazwa                | SLD-UP | PO | SRP | PiS | PSL | LPR | MN | Łącznie |
| ------ | -------------------- | ------ | -- | --- | --- | --- | --- | -- | ------- |
| 1      | Legnica              | 7      | 1  | 1   | 1   | 1   | 1   | –  | 12      |
| 2      | Wałbrzych            | 6      | 1  | 1   | –   | –   | 1   | –  | 9       |
| 3      | Wrocław              | 6      | 3  | 1   | 2   | 1   | 1   | –  | 14      |
| 4      | Bydgoszcz            | 7      | 1  | 1   | 1   | 1   | 1   | –  | 12      |
| 5      | Toruń                | 7      | 1  | 2   | 1   | 1   | 1   | –  | 13      |
| 6      | Lublin               | 5      | 1  | 2   | 2   | 3   | 2   | –  | 15      |
| 7      | Chełm                | 5      | 1  | 2   | –   | 3   | 1   | –  | 12      |
| 8      | Zielona Góra         | 7      | 1  | 1   | 1   | 1   | 1   | –  | 12      |
| 9      | Łódź                 | 6      | 2  | 1   | 1   | –   | 1   | –  | 11      |
| 10     | Piotrków Trybunalski | 4      | 1  | 2   | –   | 1   | 1   | –  | 9       |
| 11     | Sieradz              | 5      | 1  | 2   | 1   | 2   | 1   | –  | 12      |
| 12     | Chrzanów             | 3      | 1  | –   | 1   | 1   | 1   | –  | 7       |
| 13     | Kraków               | 5      | 3  | 1   | 2   | 1   | 2   | –  | 14      |
| 14     | Nowy Sącz            | 3      | 2  | 1   | 1   | 1   | 1   | –  | 9       |
| 15     | Tarnów               | 2      | 1  | 1   | 1   | 2   | 1   | –  | 8       |
| 16     | Płock                | 5      | 1  | 1   | 1   | 2   | –   | –  | 10      |
| 17     | Radom                | 3      | 1  | 1   | 1   | 2   | 1   | –  | 9       |
| 18     | Siedlce              | 4      | 1  | 2   | 1   | 3   | 1   | –  | 12      |
| 19     | Warszawa I           | 8      | 4  | –   | 5   | –   | 2   | –  | 19      |
| 20     | Warszawa II          | 3      | 2  | 1   | 2   | 1   | 1   | –  | 10      |
| 21     | Opole                | 5      | 2  | 2   | 1   | –   | 1   | 2  | 13      |
| 22     | Krosno               | 4      | 1  | 2   | 1   | 2   | 1   | –  | 11      |
| 23     | Rzeszów              | 5      | 2  | 2   | 1   | 2   | 3   | –  | 15      |
| 24     | Białystok            | 6      | 1  | 2   | 2   | 2   | 2   | –  | 15      |
| 25     | Gdańsk               | 5      | 3  | 1   | 2   | –   | 1   | –  | 12      |
| 26     | Gdynia               | 6      | 4  | 1   | 1   | 1   | 1   | –  | 14      |
| 27     | Bielsko-Biała        | 4      | 2  | 1   | 1   | –   | 1   | –  | 9       |
| 28     | Częstochowa          | 4      | 1  | 1   | 1   | –   | –   | –  | 7       |
| 29     | Gliwice              | 6      | 2  | 1   | 1   | –   | –   | –  | 10      |
| 30     | Rybnik               | 5      | 2  | 1   | 1   | –   | –   | –  | 9       |
| 31     | Katowice             | 7      | 3  | 1   | 2   | –   | –   | –  | 13      |
| 32     | Sosnowiec            | 7      | 1  | 1   | –   | –   | –   | –  | 9       |
| 33     | Kielce               | 8      | 1  | 2   | 1   | 3   | 1   | –  | 16      |
| 34     | Elbląg               | 5      | 1  | 1   | –   | 1   | –   | –  | 8       |
| 35     | Olsztyn              | 5      | 1  | 1   | 1   | –   | 1   | –  | 9       |
| 36     | Kalisz               | 6      | 1  | 2   | –   | 2   | 1   | –  | 12      |
| 37     | Konin                | 5      | 1  | 2   | –   | 1   | –   | –  | 9       |
| 38     | Piła                 | 5      | 1  | 1   | –   | 1   | 1   | –  | 9       |
| 39     | Poznań               | 5      | 2  | –   | 2   | –   | 1   | –  | 10      |
| 40     | Koszalin             | 5      | 1  | 2   | –   | –   | –   | –  | 8       |
| 41     | Szczecin             | 7      | 2  | 2   | 1   | –   | 1   | –  | 13      |
| Polska | Polska               | 216    | 65 | 53  | 44  | 42  | 38  | 2  | 460     |

### Wyniki wyborów do Senatu RP

Zwycięzcy w poszczególnych okręgach w wyborach do Senatu RP

Rozkład mandatów

| Komitet wyborczy                     | Komitet wyborczy                                     | Głosy      | Głosy  | Głosy | Mandaty | Mandaty |
| Komitet wyborczy                     | Komitet wyborczy                                     | Liczba     | %      | +/−   | Liczba  | +/−     |
| ------------------------------------ | ---------------------------------------------------- | ---------- | ------ | ----- | ------- | ------- |
|                                      | KKW Sojusz Lewicy Demokratycznej – Unia Pracy        | 10 532 523 | 38,91  | 13,25 | 75      | 47      |
|                                      | KWW Blok Senat 2001                                  | 6 610 751  | 24,42  | –     | 15      | –       |
|                                      | Polskie Stronnictwo Ludowe                           | 3 575 388  | 13,21  | 6,25  | 4       | 1       |
|                                      | Samoobrona Rzeczpospolitej Polskiej                  | 1 158 887  | 4,28   | 4,08  | 2       | 2       |
|                                      | Liga Polskich Rodzin                                 | 1 097 058  | 4,05   | –     | 2       | –       |
|                                      | KWW i Sympatyków Lecha Kaczyńskiego                  | 142 461    | 0,53   | –     | 1       | –       |
|                                      | KWW Henryka Tadeusza Stokłosy                        | 113 139    | 0,42   | 0,20  | 1       |         |
|                                      | Konserwatywno-Liberalna Partia Unia Polityki Realnej | 469 815    | 1,74   | 1,43  | –       | –       |
|                                      | Alternatywa Ruch Społeczny                           | 296 407    | 1,10   | –     | –       | –       |
|                                      | Polska Unia Gospodarcza                              | 146 299    | 0,54   | –     | –       | –       |
|                                      | KWW Mniejszość Niemiecka                             | 138 120    | 0,51   | 0,05  | –       | –       |
|                                      | Polska Partia Socjalistyczna                         | 131 987    | 0,49   | –     | –       | –       |
| Pozostałe komitety wyborcze partii   | Pozostałe komitety wyborcze partii                   | 137 681    | 0,51   | –     | –       | –       |
| Pozostałe komitety wyborcze wyborców | Pozostałe komitety wyborcze wyborców                 | 2 518 603  | 9,30   | –     | –       | –       |
|                                      |                                                      |            |        |       |         |         |
| Razem                                | Razem                                                | –          | 100,00 | –     | 100     | –       |
| Głosy ważne                          | Głosy ważne                                          | 13 072 323 | 96,46  |       |         |         |
| Głosy nieważne                       | Głosy nieważne                                       | 479 179    | 3,54   | 1,36  |         |         |
| Frekwencja                           | Frekwencja                                           | 13 551 502 | 46,28  | 1,64  |         |         |

|        |     |    |     |   |   |
| ↓      |     |    |     |   |   |
| 75     | 4   | 15 | 2   | 2 | 2 |
| SLD–UP | PSL | BS | SRP |   |   |

|        |     |    |     |     |  |  |  |  |
|        |     |    |     |     |  |  |  |  |
| SLD–UP | PSL | BS | SRP | LPR |  |  |  |  |

## Różnica w wyniku wyborów do Sejmu pomiędzy zmodyfikowaną metodą Sainte-Laguë a metodą D’Hondta
| Komitet Wyborczy | Komitet Wyborczy                              | Wynik     | Wynik  | Zmod. Sainte-Laguë | Zmod. Sainte-Laguë | D’Hondt | D’Hondt | Różnica | Różnica |
| Komitet Wyborczy | Komitet Wyborczy                              | Liczba    | %      | Liczba             | %                  | Liczba  | %       | Liczba  | %       |
| ---------------- | --------------------------------------------- | --------- | ------ | ------------------ | ------------------ | ------- | ------- | ------- | ------- |
|                  | KKW Sojusz Lewicy Demokratycznej – Unia Pracy | 5 342 519 | 41,04% | 216                | 47,00%             | 245     | 53,26%  | 29      | 6,26%   |
|                  | KWW Platforma Obywatelska                     | 1 651 099 | 12,68% | 65                 | 14,13%             | 62      | 13,48%  | 3       | 0,65%   |
|                  | Samoobrona Rzeczpospolitej Polskiej           | 1 327 624 | 10,20% | 53                 | 11,52%             | 47      | 10,22%  | 6       | 1,30%   |
|                  | Prawo i Sprawiedliwość                        | 1 236 787 | 9,50%  | 44                 | 9,57%              | 38      | 8,26%   | 6       | 1,31%   |
|                  | Polskie Stronnictwo Ludowe                    | 1 168 659 | 8,98%  | 42                 | 9,13%              | 37      | 8,04%   | 5       | 1,09%   |
|                  | Liga Polskich Rodzin                          | 1 025 148 | 7,87%  | 38                 | 8,26%              | 29      | 6,30%   | 9       | 1,96%   |
|                  | KWW Mniejszość Niemiecka                      | 47 230    | 0,36%  | 2                  | 0,43%              | 2       | 0,43%   | 0       | 0%      |
|                  | KWW Niemiecka Mniejszość Górnego Śląska       | 8 024     | 0,06%  | 0                  | 0,00%              | 0       | 0,00%   | 0       | 0%      |